# Mount Katmai
Mount Katmai er en stor stratovulkan beliggende i det sydlige Alaska i Katmai nationalpark.
Vulkanen er ca. 10 km i diameter med en sø i krateret, der blev dannet ved et udbrud i 1912. Kraterranden er beliggende i en højde af 2.047 m. 
Vulkanens udbrud den 6.-9. juni 1912 er det mest spektakulære vulkanudbrud i Alaska i historisk tid og et af de to største udbrud i det 20. århundrede (det andet udbrud var Pinatubo i 1991).

## Eksterne links
- Wikimedia Commons har flere filer relateret til Mount Katmai
- Global Volcanism Program - Katmai Arkiveret 26. august 2014 hos  Wayback Machine

58°16′43″N 154°57′25″V / 58.27861°N 154.95692°V